# Katsuhito Nakazato
Katsuhito Nakazato (中里 和人, Nakazato Katsuhito, né en 1956) est un photographe japonais de l'environnement urbain, en particulier des hangars, des ruelles et des scènes nocturnes.

## Biographie
Nakazato naît à Taki, préfecture de Mie. Jeune, il aime peindre et rejoint un club de peinture à l'université Hōsei (Tokyo), dont il sort diplômé en géographie. Ce n'est cependant qu'à l'âge de 25 ans qu'il s'intéresse à la photographie, en songeant qu'un appareil photographique reflex mono-objectif que sa grand-mère lui a offert devrait servir à quelque chose. Il s'inscrit à un cours de photographie pour le grand public qui se trouve être donné par Kazuo Kitai, dont il trouve l'enseignement particulièrement stimulant. Les cours ont lieu une fois par semaine pendant deux mois, et Nakazato prend au sérieux la réponse un peu détachée de Kitai que, oui, il peut être en mesure de réussir en tant que photographe. Nakazato continue encore de rencontrer Kitai une fois par mois pendant deux ans après ce premier apprentissage.
Pendant toute cette période, Nakazato se finance en occupant une succession d'emplois qui lui déplaisent, et à 28 ans il décide de devenir photographe professionnel, bien que les perspectives d'un bon revenu sont peu encourageantes, car la photographie est la seule chose qu'il veuille faire. Il commence avec peu de compétence ou de confiance en lui-même (comme il le rappelle) dans un travail éditorial pour les magazines, mais peu à peu apprend son métier et les occasions de travailler se multiplient.
Le premier album de Nakazato, publié en 1991, est une représentation de la vie dans le milieu sauvage artificiel sur les bords de la baie de Tokyo, au cours des rapides changements qu'elle connaît avant la construction de la Makuhari Messe. Les portraits (ainsi que l'utilisation du monochrome) font de ce livre une rareté parmi les œuvres de Nakazato, mais il est très apprécié.
Son travail ultérieur est en couleurs, avec un album entier (ainsi que d'importantes contributions à d'autres) de photographies de hangars, de livres de photographies de scènes de crépuscule et de nuit dans les environs de Tokyo et réalisés en collaboration avec l'écrivain juin Nakano, et d'autres encore.
En 2001, Nakazato est invité à participer à une performance artisanale à Ichikawa (préfecture de Chiba), et, en tant que photographe renommé de hangars, accepte rapidement de construire un hangar, travail pour lequel il n'a aucune expérience. Avec l'aide d'un étudiant en architecture de l'université Waseda, il réussit dans ce qui s’avère être le premier d'une série de hangars.
Nakazato remporte le prix de la Société de photographie en 2003 pour son livre De Chirico's Shadow et en 2005, le prix de photographie de Sagamihara dans la catégorie « nouveaux arrivants » pour son livre Roji: Wandering Back Alleys.
Nakazato est professeur à l'université Zokei de Tokyo. Il enseigne également dans divers ateliers ailleurs.

## Expositions

### Expositions personnelles

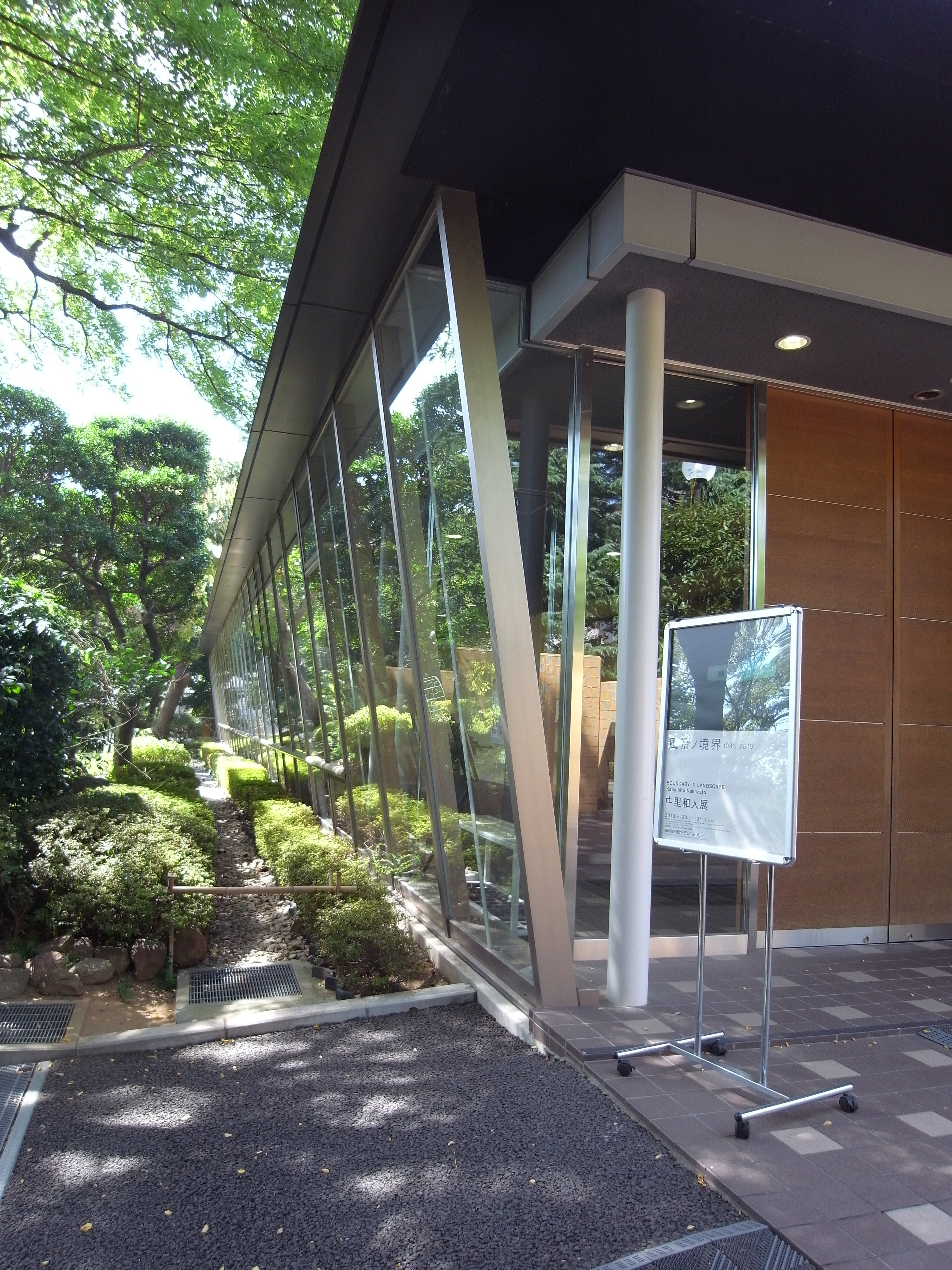
Extérieur de l'exposition Boundary in Landscape, Yoshizawa Garden Gallery, septembre 2010

- Wangan gen'ya (The man-made wilderness of Tokyo Bay[11]). Olympus Gallery (Shinjuku, Tokyo), 1990[12],[13].
- Yume no tezawari (Touch of dreams). Salon Nikon (Shinjuku, Tokyo), 1995[13].
- Fūkei no achira: Miyazawa Kenji, Taneda Santōka no sekai o aruku (Beyond scenes: Walking in the world of Kenji Miyazawaet Santōka Taneda). Konica Plaza (Shinjuku, Tokyo), 1996[13]
- Chihyō-e: jinettai (Surface of the Earth picture: Terrestrial heat zone). Gallery Saoh & Tomos (Nihonbashi, Tokyo), 1996[13].
- Koya: Mushin de honpō na kenchiku (Sheds: Innocent, wild construction). Inax Gallery (Nagoya), 1999. Inax Gallery (Tokyo and Osaka), 2000[13].
- Hyōsō seizō (ikon) (The superficial: Icons from the deep). Exile Gallery (Kyoto), 2000[13].
- Kiriko no machi (De Chirico's shadow). Uchida Gallery (Azabu Jūban, Tokyo)[12],[13].
- Yami no hyōkai / Rising Darkness. Il Tempo (Kōenji, Tokyo), 2004[13].
- Koya no shōzō. Jikonka (Kameyama, Mie), 2004[13],[14].
- N machi (N town). Uchida Gallery (Kayabachō, Tokyo), 2005[13]. Variété Honroku (Hongō, Tokyo), 2006[13],[15].
- Tōkei. Mokudosui Gallery (Koshigaya, Saitama), 2006[13].
- R. Gallery Tosei (Nakano, Tokyo), 2006[13],[16].
- Koya-tachi no hitorigoto (Monologues of sheds). Billiken Gallery (Aoyama, Tokyo), 2007[13],[17].
- Self-build. Roba Roba Cafe (Tokyo), 2008[13].
- (de) Nacht. Natur. Das andere Tokio / Yoru, shizen, mō hitotsu no Tōkyō (Night, nature, another Tokyo). Stadtteilarchiv Ottensen (Altona, Hamburg), 2008[12],[13],[18],[19],[20], Contemporary Art Factory (Mukōjima, Tokyo), 2008[13],[21].
- Ultra rinkai yakei (Ultra: Nightscape of critical area). C Square Gallery, université Chukyo (Nagoya), 2008[22], musée préfectoral d'art de Mie (Tsu, Mie), 2009-2010[12].
- Ultra. Aoyama Book Center Gallery (Aoyama, Tokyo), 2009[23].
- (ja) Fūkei no kyōkai 1983-2010 / Boundary in Landscape. Yoshizawa Garden Gallery (Ichikawa, Chiba), 2010[3],[24].

### Expositions en groupes
- Bokutō shashinten (Bokuto photograph exhibition[11]). Entrepôt à Kinshichō (Tokyo), 2006[13].
- Mieru mono / mienai mono / The photograph: What You See and What You Don't. Chinretsukan gallery, université nationale des beaux-arts et de la musique de Tokyo, 2007[13],[25].
- Funagoya: Fūdo to katachi (舟小屋　風土とかたち?) / Topography of Japanese Boathouses. Inax Gallery (Tokyo, Osaka, Nagoya), 2007[26].
- Ishi wa kirei, ishi wa fushigi: Tsugaru (石はきれい、石は不思議—津軽・石の旅?) / Rocks are Beautiful, Rocks are Mysterious: Tsugaru, Land of Amazing Rocks. Inax Gallery (Tokyo, Osaka, Nagoya), 2007-2008. Rock formations, rocks, polished rocks and rock details dans la péninsule de Tsugaru[27].
- Tsuchi: Daichi no chikara (Strength of the Earth). Musée d'art de Gunma, Tatebayashi, 2008[13],[28].
- Gazai to sozai no hikidashi hakubutsukan (Drawer museum of art tools and materials). Musée d'art de Meguro, (arrondissement de Meguro, Tokyo), 2008[13],[29].
- Bakumatsu no tankenka: Matsuura Takeshirō to ichijōshiki (幕末の探検家 松浦武四郎と一畳敷?) / The One-Mat Study of Takeshiro Matsuura, 19th Century Explorer. Inax Gallery (Tokyo, Osaka, Nagoya), 2010. Sur l'explorateur et cartographe Matsuura Takeshirō[30].

## Publications

### Livres de Nakazato
- Wangan gen'ya (湾岸原野?) / The Man-Made Wilderness of Tokyo Bay 1983-1989. Tokyo: Rokkō Shuppan, 1991.  (ISBN 4-8453-9036-1). Photographies en noir et blanc de la vie sur les bords de la baie de Tokyo. (Tous les livres ultérieurs Nakazato sont composés de photographies en couleur.)
- Koya no shōzō (小屋の肖像?) / Portraits of Sheds. Tokyo: Media Factory, 2000.  (ISBN 4-8401-0130-2). Photographies de l'extérieur de hangars de toutes sortes faits maison dans tout le Japon. Légendes et textes en japonais et en anglais.
- Kiriko no machi (キリコの街?) / De Chirico's Shadow. Wides Photo Collection 12. Tokyo: Wides, 2002.  (ISBN 4-89830-130-4). Photographies de lieux et de détails architecturaux et autres, à la lumière du jour et nocturne. Légendes et courts textes en japonais et en anglais
- Roji (路地?) / Roji: Wandering Back Alleys. Tokyo: Seiryū Shuppan, 2004.  (ISBN 4-86029-099-2). Photographies de ruelles à travers le Japon. Le texte et les légendes sont uniquement en japonais.
- R. Tokyo: Tōseisha, 2006.  (ISBN 4-88773-051-9). Photographies jumelés de courbes sur les routes du Japon. Sous-titres (lieux et dates), en anglais, court texte en japonais.
- Tōkei (東亰?) / Tokyo Mukojima 2000-2006. Koshigaya: Mokudosui, 2006.  (ISBN 4-86219-020-0). Photographies de Mukōjima de jour et de nuit. Aucune légende; postface en anglais et en japonais.
- Yotsu no machi (4つの町?) / Geography of Colors. Tokyo: Seiryū Shuppan, 2007.  (ISBN 978-4-86029-232-4). Couleurs pastel des îles Ryūkyū, en noir des préfectures de Mie et Aichi, les vives couleurs de la préfecture d'Aomori, et le blanc du Japon dans la neige. Sous-titres uniquement en japonais, mais une postface à la fois en japonais et en anglais.
- Ultra. Tokyo: Nippon Camera-sha, 2008.  (ISBN 978-4-8179-2115-4). Photographies nocturnes. Légendes des caractères latins, et texte (minimal) en japonais et en anglais.

### Collaborations pour des livres
- Iwate-ken Poran-chō aza nanatsu mori e: Miyazawa Kenji e no tabi (岩手県ポラン町字七つ森へ 宮沢賢治への旅?). Tokyo: Kaiseisha, 1995.  (ISBN 4-03-529380-6). Texte de Takao Wajun (和順高雄?). Guide de voyage et livre d'images de la préfecture d'Iwate (et particulièrement Morioka et Hanamaki), inspiré par et lié aux voyages de Kenji Miyazawa. Uniquement en japonais.
- Nukemichi, yorimichi, Santōka: Kyūshū o meguru tabi (ぬけ道、より道、山頭火: 九州をめぐる旅?). Tokyo: Kaiseisha, 1995. Texte de Takao Wajun.  (ISBN 4-03-529400-4). Guide de voyage et livre d'images de Kyūshū, inspiré par et lié aux voyages de Santōka Taneda. Uniquement en japonais.
- Nihonjin ni aitai: Tazune aruita 34-nin no shōzō (日本人に会いたい たずね歩いた34人の肖像?). Tokyo: Art Digest, 1999.  (ISBN 4-900455-47-4). Texte de Hidetoshi Matsui (松井英俊?). Le titre signifie « Je / nous voulons rencontrer (quelques) Japonais : Portraits de 34 personnes que je/nous sommes allés là pour rencontrer » . Entretiens de Matsui avec 34 personnes - photographes, universitaires, musiciens, et ainsi de suite - et pour chacun, Nakazato fournit environ quatre photos en noir et blanc : certaines d'entre elles sont des portraits assez simples, mais d'autres montrent la personne au travail.
- Koya: Hataraku kenchiku (小屋 働く建築?). Tokyo: Inax, 1991.  (ISBN 4-87275-810-2). By Nakazato, Kunihiro Andō (安藤邦廣?) et Toshikatsu Ue (宇江敏勝?). Le titre signifie « hangars : architecture au travail. Plus de la moitié de ce livre richement illustré sur les hangars se compose de photographies en couleurs et en noir et blanc plus un texte de Nakazato; de nombreuses photographies réapparaissent plus tard dans Portraits of Sheds.
- Tōkaidō gojūsan tsugi kikō: Yonhyakunen kaidō no dorama (東海道五十三次紀行 : 四〇〇年街道のドラマ?). Tokyo: Moku Shuppan, 2001.  (ISBN 4-900682-60-8). Texte d'Hiroshi Takada (高田宏?).
- Koya no chikara (小屋の力?) / Micro Architecture. Tokyo: World Photo Press, 2001.  (ISBN 4-8465-2310-1). Ed Kiyoko Senba (仙波喜代子?) et Kesaharu Imai (今井今朝春?). Nakazato est l'un des nombreux contributeurs à cette grande anthologie sur les hangars. En dépit de son titre alternatif en anglais, le texte est en japonais uniquement.
- Ouma ga toki (逢魔が時?) / Dusk: Before Night Falls. Tokyo: Pie, 2003.  (ISBN 4-89444-296-5). Texte de Jun Nakano (中野純?). Photographies en couleur du crépuscule. Les renseignements biographiques et autres textes sont donnés à la fois en japonais et en anglais, mais les textes principaux sont uniquement en japonais.
- Inochi: Shiage no mei-serifu (いのち 仕上げの名台詞?). Tokyo: Shōgakukan, 2003.  (ISBN 4-09-411541-2). Ed. Chōkitsu Kurumatani (車谷長吉?).
- Nagaya meiro (長屋迷路?) / Row House Maze Tokyo: Pie, 2004.  (ISBN 4-89444-383-X). Photographies en couleur de nagaya à Sumida (Tokyo). Texte de Jun Nakano. La plupart du texte est en japonais uniquement, mais quelques parties sont en anglais.
- Yotabi (夜旅?). Tokyo: Kawade Shobō Shinsha, 2005.  (ISBN 4-309-26850-1). Texte de Jun Nakano.
- Funagoya: Fūdo to katachi (舟小屋　風土とかたち?) / Topography of Japanese Boathouses Tokyo: Inax, 2007.  (ISBN 978-4-87275-839-9). Photographies de Nakazato. Album de l'exposition de 2007.
- Tokyo: Exploring the City of the Shogun. Tokyo: Kodansha International, 2007.  (ISBN 978-4-7700-3033-7). Texte (en anglais seulement) de Sumiko Enbutsu. Guide richement illustré avec souvenirs touristiques de sept promenades autour de Tokyo, en se concentrant sur les domaines les plus anciens ou qui ont une signification historique.
- Ishi wa kirei, ishi wa fushigi: Tsugaru (石はきれい、石は不思議—津軽・石の旅?) / Rocks are Beautiful, Rocks are Mysterious: Tsugaru, Land of Amazing Rocks. Tokyo: Inax, 2007.  (ISBN 978-4-87275-841-2). Texte d'Hidemichi Hori (堀秀通?), Shin'ichi Nakazawa (中沢新一?), Hikaru Okuizumi et Nakazato; photographies de Nakazato. Album de l'exposition de 2007-2008.
- Koya-tachi no hitori-goto (こやたちのひとりごと?). Tokyo: Billiken Shuppan, 2007.  (ISBN 978-4-939029-46-2). Texte de Shuntarō Tanikawa. Livre d'images pour enfants, avec des photographies de hangars de Nakazato.
- Tōkyō saihate kankō (東京サイハテ観光?). Tokyo: Kōtsū Shinbunsha, 2008.  (ISBN 978-4-330-98208-3). Texte de Jun Nakano. Le titre signifie quelque chose comme « tourisme dans les confins de Tokyo »; le livre est un guide pour les petits espaces insolites au bord des mégalopoles, plutôt que des régions administratives, par exemple pour atteindre le nord de Shibukawa au bord de la plaine de la région de Kantō. Les photographies sont en noir et blanc et en couleur, scènes de jour et de nuit.
- Self-build: Jibun de ie o tateru to iu koto (セルフビルド 自分で家を建てるということ?). Tokyo: Kōtsū Shinbunsha, 2008.  (ISBN 978-4-330-99808-4). Texte d'Osamu Ishiyama (石山修武?). Livre qui montre comment construire sa propre maison.
- Bakumatsu no tankenka: Matsuura Takeshirō to ichijōshiki (幕末の探検家 松浦武四郎と一畳敷?) / The One-Mat Study of Takeshiro Matsuura, 19th Century Explorer Tokyo: Inax, 2010  (ISBN 978-4-87275-852-8). De Matsuura Takeshirō. Texte de différents auteurs. Album de l'exposition de 2010.

### Autres collaborations
- (ja) Roba no oto sagashi (ロバの音さがし?). Kromhoorn Records, 1998. Nakazato fournit les photographies pour le livret[31].
- Aoi yoru no tabi: Tankinshō II (蒼い夜の旅 炭琴抄II?) / Pale Night Trip: Tan Kin Sho II, OCM Records, 2007. Musique de Shunsuke Mizuno (水野俊介?), photographies de Nakazato.
- Yoru e ikou (夜へ行こう?). Mai 2008 issue of the magazine Takusan no fushigi (たくさんのふしぎ?). Tokyo: Fukuinkan, 2008. Texte de Jun Nakano, photographes de Nakazato, pour ce numéro d'une revue mensuelle scientifique pour les enfants.